# Gid HaNasche
Der Verzehr des גִּיד הַנָּשֶׁה Gid HaNasche, des Ischiasnervs (oft fälschlich als Sehne bezeichnet), ist im Judentum verboten. Ebenso wird der Muskelstrang über dem Hüftgelenk (Filet) nicht gegessen (Gen 32,33 ). Daher werden diese Bestandteile nach dem Schächten eines erlaubten Tieres durch einen מנקר Menaker entfernt, bevor das Fleisch weiterbearbeitet werden darf (Mischna Chullin, 7). Dieser Prozess wird ניקור Nikur (auch: „Porschen“) genannt, bei dem das Fleisch eines erlaubten Tieres koscher gemacht wird. Hierzu gehört das Entfernen jeglichen Blutes und des Chelev (Fettschicht, Genesis 32:33).

## Hintergrund
Jakob, der dritte Erzvater der Juden, von dessen Söhnen die Zwölf Stämme Israels abstammen, wurde am Fluss Jabbok von einem Mann angegriffen, der mit ihm die ganze Nacht rang (Gen 32,23–33 ). Jakob wurde dabei so schwer an der Hüfte verletzt, dass er fortan hinkte. Als die Morgendämmerung heraufzog, ließ Jakob ihn nur gegen einen Segen ziehen. Er erhielt von dem Mann, der sich als himmlisches Wesen (hebräisch מַלְאָךְ Malach, deutsch ‚Engel‘) herausstellte, den Namen Israel, „Gottesstreiter“, da er mit Gott und Menschen gerungen und gesiegt hatte. Dies ist das letzte Mal im Tanach (hebräische Bibel), dass ein Mensch körperlichen Kontakt mit Gott (hebräisch אֱלֹהִים elohim) hatte. Im Andenken an diese Überlieferung ist der Verzehr des Gid HaNasche verboten.